# Marc Chagall (film)
Marc Chagall è un documentario del 1962 diretto da Joris Ivens e David Perlov e basato sulla vita del pittore bielorusso Marc Chagall.